# 존 파이퍼퍼거슨
존 파이퍼퍼거슨(John Pyper-Ferguson, 1964년 2월 27일 ~ )는 오스트레일리아의 배우이다.

## 출연 작품
- 리메이닝 (2014)
- 라스트쉽 (2014)
- 울브스 (2014)
- 본 투 레이스 (2011)
- 드라이브 (2011)
- 스코어: 하키 뮤지컬 (2010)
- 죽은 호랑이를 위한 밤 (2010)
- 카프리카 (2010)
- 철권 (2010)
- 컨빅션 (2010)
- 다이 (2010)
- CSI 라스베가스 시즌10 (2009)
- 포 더 러브 오브 어 차일드 (2006)
- 브라더스 앤 시스터스 (2006)
- 쉬즈 더 맨 (2006)
- 엑스맨 - 최후의 전쟁 (2006)
- 인투 더 웨스트 (2005)
- 포리너 2 - 암흑의 새벽 (2005)
- 엔젤 인 더 패밀리 (2004)
- 배틀스타 갤럭티카 - 2004년 시리즈 (2004)
- 진주만 (2001)
- CSI 라스베가스 시즌1 (2000)
- 아일 테이크 유 데어 (1999)
- 할리퀸 - 웨이팅 게임 (1998)
- 스페이스 워리어 (1998)
- 크로우 - 시리즈 (1998)
- 리치 앤 푸어 (1997)
- 드라이브 (1997)
- 스페이스 마린 (1996)
- 다운드래프트 (1996)
- 제3의 눈 (1995)
- 프랭크와 제시 (1995)
- 야생화 (1994)
- 사랑, 사기 그리고 도둑 (1993)
- 이면의 정사 (1993)
- 브리스코 카운티 주니어의 모험 (1993)
- 하드 코어 로고 (1992)
- 타인의 그림자 (1992)
- 킬러 이미지 (1992)
- 용서받지 못한 자 (1992)
- 스테이 튠 (1992)
- 스키 스쿨 (1991)
- 전선 위의 참새 (1990)
- 21 점프 스트리트 (1987)
- 졸업 파티 2 (1987)